# Błachowski
Błachowski (forma żeńska: Błachowska; liczba mnoga: Błachowscy) – polskie nazwisko. Jest to rzadkie nazwisko, podczas gdy wariant pisowni Blachowski jest nieco częstsze.

## Znane osoby noszące to nazwisko
- Aleksander Błachowski (ur. 1930) – polski etnolog, historyk sztuki i muzeolog;
- Katarzyna Błachowska (ur. 1966) – polska historyka historiografii i mediewista;
- Stefan Błachowski (1889–1962) – polski psycholog.